# الوكالة الوطنية لمراقبة الصحة
الوكالة الوطنية للمراقبة الصحية (بالبرتغالية: Agência Nacional de Vigilância Sanitária‏) ومختصرها (ANVISA) هي مؤسسة تنظيمية تتبع الحكومة البرازيلية دورها مشابهه لدور إدارة الغذاء والدواء الأمريكية من خلال الموافقة على إقرار الأدوية والمستلزمات الطبية وأنظمة تصنيع الأغذية.
تأسست عام 1999 خلال فترة حكم الرئيس فيرناندو أنريك كاردوسو.
تصف الوكالة نفسها بأنها جهاز تنظيمي مستقل إداريا وممول ذاتيا ويوفز الوكالة الأمن الوظيفي لأعضاء مجلسها الخمسة خلال فترة انتدابهم.